# Lorellana
Lorellana är ett släkte av insekter. Lorellana ingår i familjen dvärgstritar.
Kladogram enligt Catalogue of Life:
| Lorellana | \| \| Lorellana flagalara \| \| \| \| \| \| Lorellana tropicana \| \| \| \| |
|           | \| \| Lorellana flagalara \| \| \| \| \| \| Lorellana tropicana \| \| \| \| |
|           | Lorellana flagalara                                                         |
|           |                                                                             |
|           | Lorellana tropicana                                                         |
|           |                                                                             |